# 偽古文尚書
《偽古文尚書》，是指晉代梅賾（又作梅頤）獻給晉元帝的《尚書》，因被考証是假託於古文經而偽造，故稱《偽古文尚書》。因內中附有偽稱「孔安國」所作之傳，故又稱為《偽孔傳》，由於是梅賾（又作梅頤）所獻，又稱《梅賾尚書》、《梅頤尚書》。

## 簡介
漢時，東萊張霸將《尚書》的二十九篇重新整合，又以《左傳》、《尚書序》作為首尾，共計一百零二篇，史稱《一百零二篇尚書》。但隨即被發現此乃仿古偽造之書，張霸下獄，而本偽造尚書也在流傳一段時日之後，失傳亡佚。
西晋永嘉之乱时，晋朝皇家所藏图书遭到严重损失。欧阳高、大小夏侯（夏侯勝﹑夏侯建）三家的《今文尚书》全部丧失，这使得从伏生流传下来的《今文尚书》經文、注疏均失传，於是郑玄所注的杜林漆书本《古文尚書》也就成为了当时主要的版本。东晋元帝时，豫章郡守梅賾又獻上尚書经文58篇，自称传自于失傳多時的孔安國《古文尚書》，包含《今文尚書》與杜林漆書之33篇外（原29篇被拆為33篇），又多了25篇《古文尚書》的篇目，並帶有傳說由孔安國所作之《傳》（故此版本後來被稱作《偽孔傳尚書》），盛行於江南。隋代南北一統，南朝經學流入北方，唐代學者也深信不疑，貞觀間孔颖达奉敕撰《尚書正義》，本於隋劉焯、劉炫《尚書述義》，开成石经尚書亦採偽孔傳，成為日後科舉取士的標準版本。这使得这部《偽孔傳尚書》自此代替了郑玄注本，影響千餘年，而真正来自孔壁本的《古文尚书》（鄭注漆書本）最终完全失传。
然而，从宋朝开始，許多人包括朱熹、吴棫等，都对于梅献《偽孔傳尚書》的真实性开始怀疑，吴棫认为伏生的《尚书》詰屈聱牙，而《偽孔传尚书》多出的二十五篇《晚书》却简单易懂。朱熹说“孔壁所出《尚书》如《禹谟》……等篇皆平易，伏生所传皆难读，如何伏生偏记得难底，至于易底全不记得？此不可晓”。
明代中期梅鷟撰《尚書譜》、《尚書考異》，首先系統性批判古文尚書流傳與內容上的可疑之處，清初黃宗羲亦舉古文尚書疑點，清康熙間阎若璩承梅鷟之說，以三十年光陰寫成《尚書古文疏證》八卷，用“以虛證實，以實證虛”的考證方法，列舉一百二十八條證據，认定梅献《偽孔傳尚书》所多出的二十五篇，都是后世魏晉時代所伪作，其余三十三篇（《偽孔傳尚書》將原伏生《今文尚書》部分的二十九篇，拆為三十三篇）則真伪杂糅，從此，通行本《尚書》中有二十五篇為偽書的说法，遂成定論，通稱為「偽古文尚書说」。同时代的毛奇龄写了《古文尚书冤词》反驳阎若璩的说法，“百计相轧，终不能以强词夺正理”，然阎说仍被大多数学者接受，故今日稱此本為《偽孔傳尚書》或《偽古文尚書》。但雖認為是伪书，伪造者是谁至今仍是未解之謎。現代一般刊行的《尚書》，多將《偽孔傳尚書》中多出的25篇剔除，只留下33篇篇目與《今文尚書》一致者。
雖然現在多數學者認為《偽古文尚書》並不是真正傳自上古的《尚書》，但其中亦不乏優秀作品，如《五子之歌》里的“民惟邦本，本固邦寧。”經常被人引用來體現民本思想。

## 廿五篇偽古文尚書列表
| 編號 | 篇名     | 所屬 | 性質   |
| ---- | -------- | ---- | ------ |
| 1    | 大禹謨   | 虞書 | 偽古文 |
| 2    | 五子之歌 | 夏書 | 偽古文 |
| 3    | 胤征     | 夏書 | 偽古文 |
| 4    | 仲虺之誥 | 商書 | 偽古文 |
| 5    | 湯誥     | 商書 | 偽古文 |
| 6    | 伊訓     | 商書 | 偽古文 |
| 7    | 太甲上   | 商書 | 偽古文 |
| 8    | 太甲中   | 商書 | 偽古文 |
| 9    | 太甲下   | 商書 | 偽古文 |
| 10   | 咸有一德 | 商書 | 偽古文 |
| 11   | 說命上   | 商書 | 偽古文 |
| 12   | 說命中   | 商書 | 偽古文 |
| 13   | 說命下   | 商書 | 偽古文 |
| 14   | 泰誓上   | 周書 | 偽古文 |
| 15   | 泰誓中   | 周書 | 偽古文 |
| 16   | 泰誓下   | 周書 | 偽古文 |
| 17   | 武成     | 周書 | 偽古文 |
| 18   | 旅獒     | 周書 | 偽古文 |
| 19   | 微子之命 | 周書 | 偽古文 |
| 20   | 蔡仲之命 | 周書 | 偽古文 |
| 21   | 周官     | 周書 | 偽古文 |
| 22   | 君陳     | 周書 | 偽古文 |
| 23   | 畢命     | 周書 | 偽古文 |
| 24   | 君牙     | 周書 | 偽古文 |
| 25   | 冏命     | 周書 | 偽古文 |

## 註解
1. ↑  《尚书正义·尧典》引《晋书·皇甫谧传》云：“姑子外弟梁柳边得古文《尚书》，故作《帝王世纪》往往载《孔传》五十八篇之书”；又引《晋书》云：“晋太保公郑冲以古文授扶风苏愉，愉字休预。预授天水梁柳，字洪季，即谧之外弟也。季授城阳臧曹，字彦始。始授郡守子汝南梅赜，字仲真，又为豫章内史，遂于前晋奏上其书而施行焉。”
2. ↑  孔颖达《尚書正義》序
3. ↑  《四库全书总目·经部书类二》
4. ↑  王鸣盛说不是王肃就是皇甫谧（《尚书后案·辨孔颖达疏》）